# Липовецкое городское поселение
Липовецкое городско́е поселе́ние — городское поселение в Октябрьском районе Приморского края.
Административный центр — пгт Липовцы.

## История
Статус и границы городского поселения установлены Законом Приморского края от 10 ноября 2004 года № 159-КЗ «Об Октябрьском муниципальном районе»

## Население
| 2010  | 2011  | 2012  | 2013  | 2014  | 2015  | 2016  |
| ----- | ----- | ----- | ----- | ----- | ----- | ----- |
| 7409  | ↘7408 | ↘7209 | ↘7138 | ↘7045 | ↘7011 | ↘6967 |
| 2017  | 2018  | 2019  | 2020  |       |       |       |
| ↘6813 | ↘6738 | ↘6601 | ↘6563 |       |       |       |

## Состав городского поселения
В состав городского поселения входят 4 населённых пункта:
| № | Населённый пункт | Тип населённого пункта      | Население |
| - | ---------------- | --------------------------- | --------- |
| 1 | Владимировка     | село                        | ↘789      |
| 2 | Ильичёвка        | посёлок                     | ↘41       |
| 3 | Липовцы          | пгт, административный центр | ↘5225     |
| 4 | Липовцы          | село                        | ↘177      |

## Местное самоуправление
Администрация
Адрес: 692567,пгт Липовцы, ул. Угольная, 17. Телефон: 8 (42344) 56-1-37
Глава администрации
- Белоновский Анатолий Алексеевич